# Praxeas
Praxeas heeft geen geschriften nagelaten; alles wat we over hem weten, weten we dankzij de Afrikaanse kerkvader Tertullianus. 
Praxeas werd geboren in Klein-Azië. Hij was een christen en werd vervolgd omwille van zijn geloof, maar wist aan zijn vervolgers te ontkomen. Rond het jaar 190 reisde hij naar Rome waar hij nauw samenwerkte met de toenmalige paus (Tertullianus vermeldt diens naam niet, maar het kan alleen maar gaan om paus Zephyrinus wiens pontificaat liep van 198-217). Zefirinus voerde hardnekkig strijd tegen de dwaalleer van het montanisme. In het jaar 203 slaagde de paus erin de montanisten definitief te verslaan en Praxeas speelde hierbij een niet te onderschatten rol. Dit wekte de woede van Tertullianus op, die veel sympathie koesterde voor de montanisten en ook zelf tot de sekte behoorde. Tertullianus schreef daarop (in het jaar 213) een vijandig traktaat getiteld "Tegen Praxeas" (Adversus Praxean).

## De leer van Praxeas
Volgens het traktaat van Tertullianus wordt de doctrine van Praxeas gekenmerkt door een gebrek aan onderscheid tussen de Personen van de Drie-eenheid. Hij sluit daarmee nauw aan bij het modalisme en modalistisch monarchianisme. Voor Praxeas is Jezus Christus, de Zoon, niet meer dan een andere verschijningsvorm (modus) van God de Vader: het was dus de Vader, en niet de Zoon, die leed aan het kruis. Deze overtuiging wordt patripassianisme genoemd.